# Diocesi di Terrassa

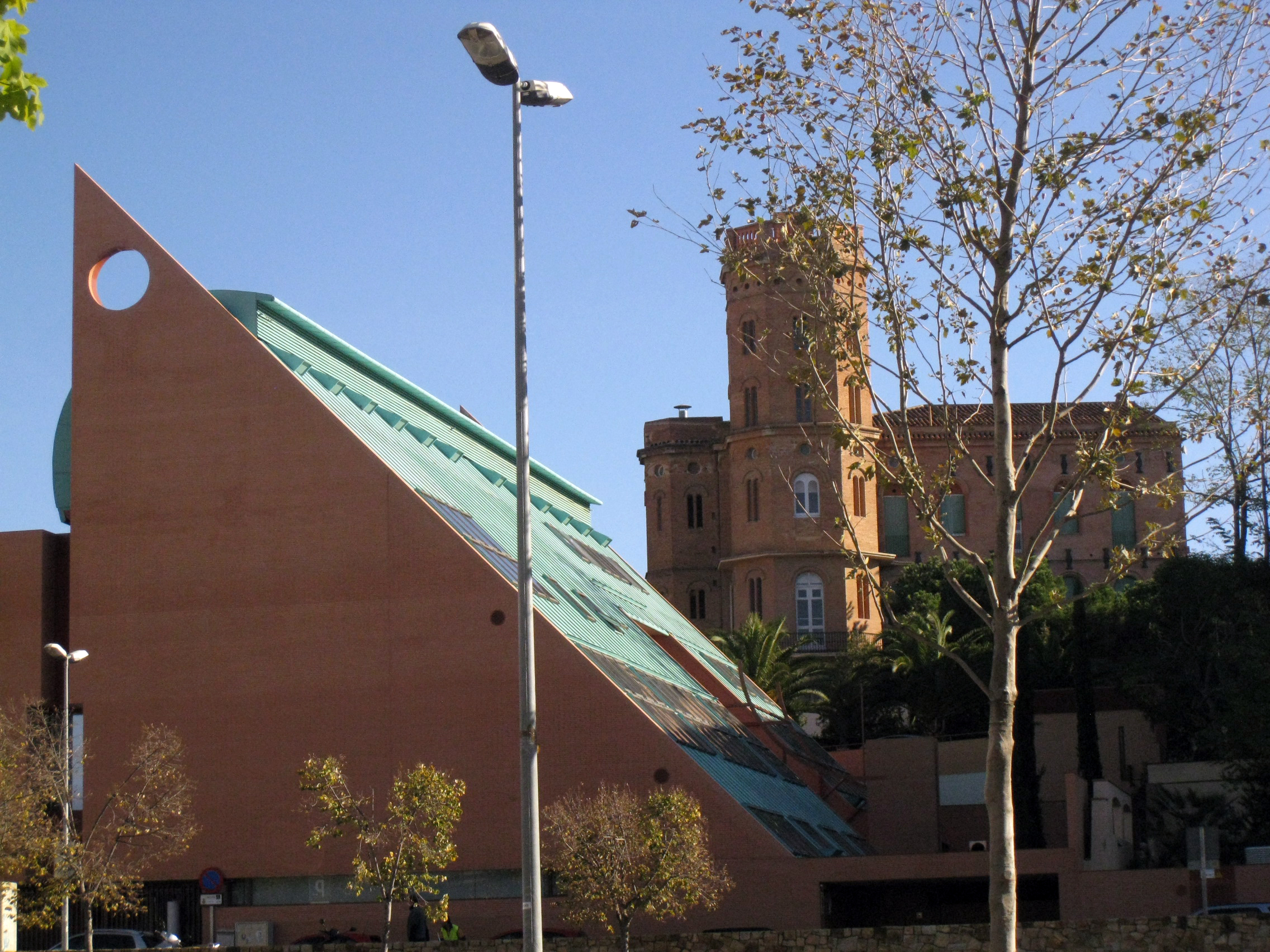
Il palazzo vescovile, sede della curia diocesana.

La diocesi di Terrassa (in latino Dioecesis Terrassensis) è una sede della Chiesa cattolica in Spagna suffraganea dell'arcidiocesi di Barcellona. Nel 2022 contava 1.250.987 battezzati su 1.315.988 abitanti. È retta dal vescovo Salvador Cristau Coll.

## Territorio
La diocesi comprende 53 comuni della provincia di Barcellona.
Sede vescovile è la città di Terrassa, dove si trova la cattedrale dello Spirito Santo.
Il territorio è suddiviso in 11 arcipresbiterati e in 120 parrocchie.

## Storia
Sul territorio dell'odierna diocesi esisteva in antichità la diocesi di Egara, documentata dal V secolo agli inizi dell'VIII.
La diocesi è stata eretta il 15 giugno 2004 con la bolla Christifidelium salutem di papa Giovanni Paolo II, ricavandone il territorio dall'arcidiocesi di Barcellona.
Nel 2006 è stato inaugurato il seminario maggiore della diocesi, intitolato a San Giovanni Battista.

## Cronotassi dei vescovi
Si omettono i periodi di sede vacante non superiori ai 2 anni o non storicamente accertati.
- Josep Ángel Sáiz Meneses (15 giugno 2004 - 17 aprile 2021 nominato arcivescovo di Siviglia)
- Salvador Cristau Coll, dal 3 dicembre 2021

## Statistiche
La diocesi nel 2022 su una popolazione di 1.315.988 persone contava 1.250.987 battezzati, corrispondenti al 95,1% del totale.
| anno | popolazione | popolazione | popolazione | presbiteri | presbiteri | presbiteri | presbiteri                | diaconi | religiosi | religiosi | parrocchie |
| anno | battezzati  | totale      | %           | numero     | secolari   | regolari   | battezzati per presbitero | diaconi | uomini    | donne     | parrocchie |
| ---- | ----------- | ----------- | ----------- | ---------- | ---------- | ---------- | ------------------------- | ------- | --------- | --------- | ---------- |
| 2004 | 1.000.000   | 1.100.000   | 90,9        | 165        | 165        |            | 6.060                     |         |           |           | 120        |
| 2010 | 1.222.420   | 1.238.655   | 98,7        | 179        | 127        | 52         | 6.829                     | 7       | 80        | 572       | 119        |
| 2014 | 1.236.000   | 1.254.000   | 98,6        | 175        | 120        | 55         | 7.062                     | 10      | 81        | 498       | 123        |
| 2017 | 1.230.220   | 1.254.311   | 98,1        | 153        | 110        | 43         | 8.040                     | 14      | 67        | 451       | 121        |
| 2020 | 1.250.927   | 1.302.272   | 96,1        | 142        | 88         | 54         | 8.809                     | 17      | 72        | 369       | 121        |
| 2022 | 1.250.987   | 1.315.988   | 95,1        | 137        | 89         | 48         | 9.131                     | 19      | 69        | 388       | 120        |